# Cordilura sagittifera
Cordilura sagittifera är en tvåvingeart som beskrevs av Gorodkov 1974. Cordilura sagittifera ingår i släktet Cordilura och familjen kolvflugor. Inga underarter finns listade i Catalogue of Life.